# Нечерикара

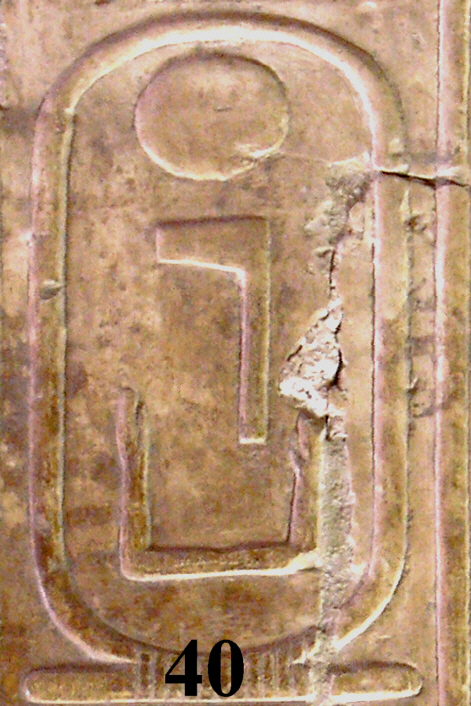
Нечерикара

Нечерикара — фараон Древнего Египта из VIII династии.
Фараон известен только из Абидосского списка (как преемник Меренра II, так как женщина-царица Нитокрис в нём не упоминается). Ни его гробница, ни сохранившиеся от его правления памятники не известны. Вряд ли его правление превышало несколько лет.

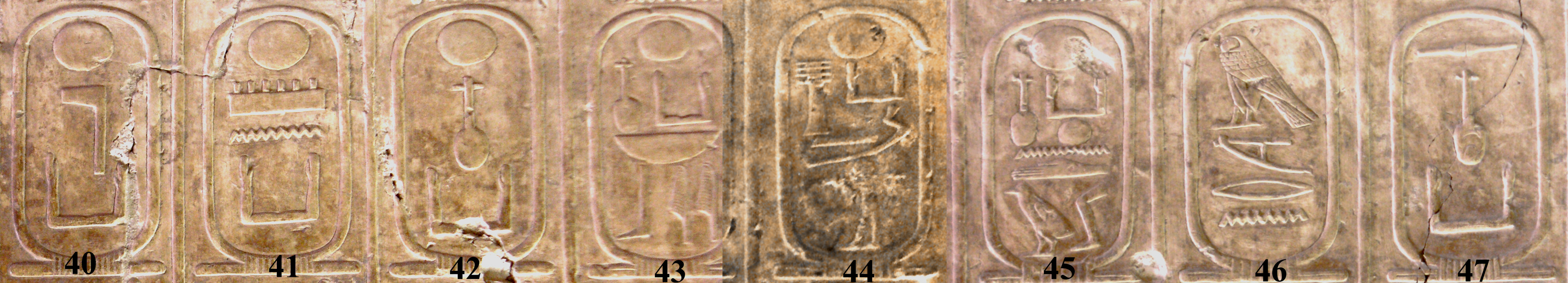
Абидосский список (фрагмент). Нечерикара записан под № 40